# Študentova lesní naučná stezka
Študentova lesní naučná stezka je okružní naučná stezka v obci Bohuslávky v okrese Přerov v Olomouckém kraji. Geograficky se nachází v Bečevské bráně (subprovincii nížiny Moravská brána) pod Oderskými vrchy. Stezka je celoročně volně přístupná.

## Popis, zaměření a historie naučné stezky
Študentova lesní naučná stezka, která vznikla pravděpodobně v roce 2008, je v místním lese Obora. Okruh začíná u turistického přístřešku u silnice z Bohuslávek do Dolního Újezdu. Má 5 zastavení s informačními panely, které jsou zaměřeny na floru, faunu, vodu a život a význam lesa. Stezka je pojmenována podle místní významné osobnosti, kterým je lesník Ing. František Študent. Nejpopulárnějšími místy na trase jsou u laviček U duba a U studánky. Trasa stezky vede po mírném svahu a má délku 1,5 km a je vhodná také pro děti a kočárky. Zřizovatelem naučné stezky je Český svaz ochránců přírody Bečva Lipník nad Bečvou, obec Bohuslávky.

## Informační panely na trase
- U dubu – Začásek trasy s turistickým přístřeškem a úvodní informační panel.[4]

- U rybníčku – Informační panel o mokřadech u rybníčka.[4]
- U krmelce – Informační panel o místní květeně a turistický přístřešek.[4]
- K revíru – Informační panel o fauně lesa Obora, poblíže budovy starého revíru.[4]
- U studánky – Informační panel u místní bezejmenné studánky zaměřený na vodu.[4]

Informační panely vznikly podle návrhu, který vytvořil Zdeněk Stoklasa.

## Další informace
Študentova lesní naučná stezka leží v povodí potoka Trnávka (přítok řeky Bečva).